# 15611 Leejoonyoung
15611 Leejoonyoung è un asteroide della fascia principale. Scoperto nel 2000, presenta un'orbita caratterizzata da un semiasse maggiore pari a 2,767899 UA e da un'eccentricità di 0,161414, inclinata di 8,185449° rispetto all'eclittica. Ha un diametro di 11,064 km.